# Nokia 5700
Il Nokia 5700 XpressMusic è uno smartphone prodotto dall'azienda finlandese Nokia e messo in commercio nel 2007.

## Caratteristiche
- Dimensioni: 108 x 50 x 17 mm
- Massa: 115 g
- Sistema operativo: Symbian OS 9.2 Series60 v3.1
- Risoluzione display: 240 x 320 pixel a 16 000 000 di colori
- Durata batteria in conversazione: 3 ore
- Durata batteria in standby: 290 ore (12 giorni)
- Fotocamera: 2.0 megapixel
- Memoria: 35 MB espandibile con MicroSD
- Bluetooth e USB